# Bistum Matadi
Das Bistum Matadi (lateinisch Dioecesis Matadiensis, französisch Diocèse de Matadi) ist eine in der Demokratischen Republik Kongo gelegene römisch-katholische Diözese mit Sitz in Matadi.

## Geschichte
Das Bistum Matadi wurde am 1. Juli 1911 durch Papst Pius X. aus Gebietsabtretungen des Apostolischen Vikariates Léopoldville als Apostolische Präfektur Matadi errichtet. Die Apostolische Präfektur Matadi wurde am 23. Juli 1930 durch Papst Pius XI. mit der Apostolischen Konstitution Nos quibus zum Apostolischen Vikariat erhoben. Am 10. November 1959 wurde das Apostolische Vikariat Matadi durch Papst Johannes XXIII. mit der Apostolischen Konstitution Cum parvulum zum Bistum erhoben.
Das Bistum Matadi ist dem Erzbistum Kinshasa als Suffraganbistum unterstellt.

## Ordinarien

### Apostolische Präfekten von Matadi
- Giuseppe Heintz CSsR, 1911–1928
- Jean-François Cuvelier CSsR, 1929–1930

### Apostolische Vikare von Matadi
- Jean-François Cuvelier CSsR, 1930–1938
- Alphonse Marie Van den Bosch CSsR, 1938–1959

### Bischöfe von Matadi
- Alphonse Marie Van den Bosch CSsR, 1959–1965
- Simon N’Zita Wa Ne Malanda, 1965–1985
- Raphaël Lubaki Nganga, 1985–1987
- Gabriel Kembo Mamputu, 1988–2010
- Daniel Nlandu Mayi, 2010–2021
- André Giraud Pindi Mwanza, seit 2022